# Get Your Way
Get Your Way is een nummer van de Britse zanger Jamie Cullum uit 2005. Het is de eerste single van zijn vierde studioalbum Catching Tales.
Het nummer wist in het Verenigd Koninkrijk het succes van Cullums vorige single, een cover van "Everlasting Love", niet te evenaren. Het haalde daar namelijk de 44e positie. In de Nederlandse Top 40 was "Get Your Way" daarentegen wél succesvoller dan Cullums vorige single; daar haalde het namelijk de 26e positie. Buiten het Verenigd Koninkrijk en Nederland bereikte het nummer geen hitlijsten.